# هيدروكسيد المغنيسيوم
 هيدروكسيد المغنيسيوم مركب كيميائي له الصيغة Mg(OH)2 ، ويكون على شكل مسحوق بلوري أبيض.

## الخواص
- انحلالية مركب هيدروكسيد المغنيسيوم ضعيفة جداً في الماء، وهي تعتمد نوعاً ما على كبر حجم البلورات. تبلغ الانحلالية 6.4 مغ/ل وهي كافية لتشكيل مستعلق في الماء، وهو ذو صفة قلوية واضحة حيث أن الأس الهيدروجيني pH له تتراوح بين 9.5 و 10.5.

Mg(OH)2 ⇌ Mg 2+ + 2OH -
- يتفكك هيدروكسيد المغنيسيوم بالتسخين إلى أكسيد المغنيسيوم حسب المعادلة:

Mg(OH)2 → MgO + H2O

## الوفرة الطبيعية والتحضير
يوجد هيدروكسيد المغنيسيوم طبيعياً في معدن البروسيت. ويتم الحصول عليه أيضاً من معالجة مياه البحر وفي العديد من الصناعات القلوية كناتج ثانوي.
يترسب هيدروكسيد المغنيسيوم دائماً عند معالجة محاليل المغنيسيوم المائية بالقلويات حسب المعادلة العامة
Mg 2+ + 2OH - → Mg(OH)2
وذلك على شكل راسب ناعم جداً، بطيء الترسيب، صعب التصفية.

## الاستخدامات
- يستخدم هيدروكسيد المغنيسيوم في العديد من الصناعات كمادة قلوية. كما يستخدم كعامل تطويف في معالجة مياه الشرب والمخلفات السائلة (مياه الصرف الصحي).
- يستعمل في مضادات الحموضة.

## اقرأ أيضاً
- أسيتات الكالسيوم والمغنيسيوم
- ستيرات المغنيسيوم